# 糙茎无柱兰
糙茎无柱兰（学名：Amitostigma monanthum var. forrestii）为兰科无柱兰属下的一个变种。

## 扩展阅读
- 維基物種上的相關：糙茎无柱兰